# Jedrska elektrarna Zaporožje
Jedrska elektrarna Zaporožje (ukrajinsko Запорізька атомна електростанція, latinizirano: Zaporiz'ka atomna elektrostancija) v jugovzhodni Ukrajini je največja jedrska elektrarna v Evropi in med 10 največjimi na svetu. Zgradila jo je Sovjetska zveza blizu mesta Energodar, na južni obali Kahovskega akumulacijskega jezera na reki Dneper. Upravlja ga Energoatom, ki upravlja tudi druge tri ukrajinske jedrske elektrarne.
Elektrarna ima 6 tlačnovodnih jedrskih reaktorjev VVER-1000 (PWR), od katerih vsak uporablja 235U (LEU) in proizvede 950 MWe, s skupno izhodno močjo 5.700 MWe. Prvih pet je bilo zaporedoma zagnanih med letoma 1985 in 1989, šesti pa je bil dodan leta 1995. Elektrarna proizvede skoraj polovico električne energije v državi, pridobljene iz jedrske energije, in več kot petino celotne električne energije, proizvedene v Ukrajini. V bližini se nahaja termoelektrarna Zaporožje.

## Operativno stanje
Leta 2017 so bila dokončana posodobitvena dela na bloku 3, kar je omogočilo 10-letno podaljšanje življenjske dobe do leta 2027. V letu 2021 so bila zaključena posodobitvena dela na bloku 5, ki so omogočila podaljšanje življenjske dobe za 10 let. 

## Ruska okupacija elektrarne 2022
4. marca 2022 so ruske sile med bitko pri Energodarju med rusko invazijo na Ukrajino leta 2022 zavzele obe elektrarni. Med ruskim napadom je bilo poškodovanih več stavb na območju elektrarne. Krogla večjega kalibra je prebila zunanjo steno stavbe reaktorja 4 in topovska granata transformator reaktorja 6. Od 12. marca 2022 naj bi bila elektrarna pod nadzorom ruske družbe Rosatom.
Elektrarno je po 3. septembru 2022 večkrat obiskala mednarodna agencija za jedrsko energijo, ki je poročala, da je v elektrarni nameščena ruska vojska in da so na njenem območju nameščene mine. Od okupacije naprej elektrarna ne proizvaja električne energije. 6. junija 2023 je uničenje jezu Kahovka povzročilo presušitev Kahovskega akumulacijskega jezera, ki se je uporabljal za hlajenje elektrarne, kar pa v času neobratovanja elektrarne ni pomenilo nevarnosti. Od 13. aprila 2024 je vseh 6 reaktorjev popolnoma izklopljenih. 2. maja je Glavni obveščevalski direktorat Ukrajine razkril posnetke, kjer okupacijske enote neposredno ob reaktorju 6 izstreljujejo drone kamikaze, s čimer se zavarujejo pred povratnim ognjem. Direktorat je tudi poročal, da je od poletja 2023 območje jedrske elektrarne uporabljeno kot vadišče za ruske pilote dronov.
Julija 2024 je skupščina Organizacije združenih narodov sprejela resolucijo, v kateri je zahtevala umik ruskih vojaških enot in osebja z območja elektrarne in njeno vrnitev Ukrajini, saj bo le tako zagotovljena varnost in učinkovitost misije mednarodne agencije za jedrsko energijo.
Marca 2025 je Volodimir Zelenski poročal, da so Rusi v sklopu širše ruske kampanje ugrabitev ukrajinskih otrok, v Rusijo odpeljali otroke več zaposlenih v elektrarni kot prisilo k nadaljnem delu v elektrarni.